# Петрополье (Гомельская область)
Петрополье (бел. Петраполле) — упразднённая деревня в Светиловичском сельсовете Ветковского района Гомельской области Белоруссии.

## География

### Расположение
В 36 км на северо-запад от Ветки, 41 км от Гомеля. На севере торфяной заказник, кругом лес.

### Гидрография
На западе пойма реки Сож (приток реки Днепр), на севере протекает приток Сожа Покоть.

## Транспортная сеть
Транспортные связи по просёлочной, затем автомобильной дороге Чечерск — Ветка. Планировка состоит из прямолинейной широтной улицы, которая на востоке раздваивается. Застройка деревянная усадебного типа.

## История
Выявленное археологами поселение верхнеднепровской неолитической культуры (III тысячелетие до н. э., в 2 км на запад от деревни, в урочище Неготень) свидетельствует о заселении этих мест с давних времён. По письменным источникам известна с XIX века как хутор в Покоцкой волости Гомельского уезда Могилёвской губернии. Дворянка Зенькович владела в 1881 году в деревне 704 десятинами земли и водяной мельницей. В 1909 году 1315 десятин земли.
В 1926 году работали почтовый пункт, школа. С 8 декабря 1926 года по 30 декабря 1927 года центр Петропольского сельсовета Светиловичского, с 4 августа 1927 года Чечерского районов Гомельского округа. В 1930 году создан колхоз «Активист», работала кузница. Во время Великой Отечественной войны 27 жителей погибли на фронте. В 1959 году входила в состав совхоза «Новиловский» (центр — деревня Новиловка).
В результате катастрофы на Чернобыльской АЭС и радиационного загрязнения жители (48 семей) переселены в 1991 году в чистые места.
Официально упразднена в 2011 году.

## Население

### Численность
- 2010 год — жителей нет.

### Динамика
- 1897 год — 245 дворов, 183 жителя (согласно переписи).
- 1909 год — 31 двор, 233 жителя.
- 1926 год — 44 двора, 247 жителей.
- 1940 год — 50 дворов, 269 жителей.
- 1959 год — 270 жителей (согласно переписи).
- 1991 год — жители (48 семей) переселены.